# Let Me Dream Again
Let Me Dream Again è un film del 1900 di George Albert Smith, uno dei primi registi del cinema inglese, appartenente alla scuola di Brighton.

## Trama
Un uomo e una donna festeggiano in costume, ridendo, scherzando, bevendo e fumando. Ma l'effetto sfocato tradisce la realtà: era un sogno, e l'uomo si ritrova nel letto coniugale con una moglie bruttina e per la quale non prova più simpatia, ricambiato da lei.